# Copa Europeia/Sul-Americana de 1997
A Copa Europeia/Sul-Americana de 1997, também conhecida como Copa Toyota e Copa Intercontinental, foi a 36.ª edição da competição, disputada em uma única partida entre o campeão europeu e o sul-americano, que aspiravam ao título de melhor clube de futebol do mundo daquele ano. O jogo ocorreu em 2 de Dezembro de 1997.
Em 27 de outubro de 2017, após uma reunião realizada na Índia, o Conselho da FIFA reconheceu os vencedores da Copa Intercontinental como campeões mundiais.

## História
O Borussia Dortmund é um dos clubes de maior torcida da Alemanha, mas até 1997 não havia conseguido nenhum título de grande expressão continental. Seus maiores feitos até o momento eram uma Recopa Europeia em 1966 e dois vice-campeonatos da Copa da UEFA. Mas com um time com grandes jogadores como Júlio César, Andreas Möller e Stéphane Chapuisat, o clube auri-negro conseguiu o bicampeonato alemão (1995 e 1996) e a conquista da Liga dos Campeões da UEFA em 1997 (vencendo os campeões da edição anterior Juventus), torneio este que deu o direito de disputar a edição daquele ano.
O Cruzeiro comandado pelo goleiro Dida com uma campanha razoável, conseguiu seu segundo título da Copa Libertadores da América de 1997 e agora tentaria conseguir o título que deixou escapar 21 anos antes para outra equipe alemã, o Bayern de Munique. Mas com uma campanha fraca no Campeonato Brasileiro daquele ano, Paulo Autuori, técnico campeão da Libertadores, foi substituído por Nelsinho Baptista. O Cruzeiro também trouxe somente para a disputa quatro jogadores emprestados como o zagueiro Gonçalves e os atacantes Donizete Pantera e Bebeto, e o lateral direito Alberto Valentim, ficou conhecido como o Cruzeiro de "aluguel" o que desmantelou a base da equipe campeã da América.

### A decisão
O time brasileiro apostava na base campeã da América com Dida, Vítor, Elivélton e Ricardinho, além de três reforços contratados para disputar apenas aquela partida: Gonçalves, Bebeto e Donizete Pantera, tentando repetir o que o Grêmio de 1983 havia feito na decisão do intercontinental curiosamente contra uma equipe alemã, o Hamburgo. Porém, a tática dos azuis não deu certo, o Borussia foi preciso quando esteve com a bola no pé e no ataque, e venceu por 2 a 0, com gols de Zorc e Herrlich. O time repetia o sucesso do Bayern em 1976 e conquistava a Copa Intercontinental.

## Equipes classificadas
| Confederação | Equipe            | Classificação                                   | Participação |
| ------------ | ----------------- | ----------------------------------------------- | ------------ |
| CONMEBOL     | Cruzeiro          | Campeão da Copa Libertadores da América de 1997 | 2ª           |
| UEFA         | Borussia Dortmund | Campeão da Liga dos Campeões da UEFA de 1996–97 | 1ª           |

## Chaveamento
|  | A Classificação[NOTA] | A Classificação[NOTA] | A Classificação[NOTA] | A Classificação[NOTA] |   |                   | Copa Intercontinental | Copa Intercontinental | Copa Intercontinental | Copa Intercontinental |
|  |                       |                       |                       |                       |   |                   |                       |                       |                       |                       |
|  | Borussia Dortmund     | 3                     | –                     | –                     |   |                   |                       |                       |                       |                       |
|  | Juventus              | 1                     | –                     | –                     |   |                   |                       |                       |                       |                       |
|  | Juventus              | 1                     | –                     | –                     |   | Borussia Dortmund | 2                     | –                     | –                     |                       |
|  |                       |                       |                       |                       |   | Borussia Dortmund | 2                     | –                     | –                     |                       |
|  |                       | Cruzeiro              | 0                     | –                     | – |                   |                       |                       |                       |                       |
|  | Cruzeiro              | Cruzeiro              | 0                     | –                     | – | 0                 | 1                     | –                     |                       |                       |
|  | Cruzeiro              |                       |                       |                       |   | 0                 | 1                     | –                     |                       |                       |
|  | Sporting Cristal      | 0                     | 0                     | –                     |   |                   |                       |                       |                       |                       |

Notas
- NOTA^  Essas partidas não foram realizadas pela Copa Intercontinental. Ambas as partidas foram realizadas pelas finais da Liga dos Campeões da Europa e Copa Libertadores da América daquele ano.

## Final
| 2 de dezembro de 1997 | Borussia Dortmund       | 2 – 0 | Cruzeiro | Estádio Nacional, Tóquio, Japão                   |
| 19:30                 | Zorc 35' · Heinrich 84' |       |          | Público: 46,953 Árbitro: José Maria García Aranda |

| Borussia Dortmund | Cruzeiro |

| G              | 1  | Stefan Klos          |     |     |
| Z              | 7  | Stefan Reuter        | 54' |     |
| L              | 27 | Wolfgang Feiersinger |     |     |
| Z              | 5  | Júlio César          |     |     |
| LE             | 17 | Jörg Heinrich        |     |     |
| LD             | 4  | Steffen Freund       |     |     |
| V              | 19 | Paulo Sousa          |     |     |
| V              | 8  | Michael Zorc         |     | 80' |
| M              | 10 | Andreas Möller       | 18' |     |
| A              | 9  | Stéphane Chapuisat   |     | 75' |
| A              | 11 | Heiko Herrlich       | 83' |     |
| Substituições: |    |                      |     |     |
| G              | 12 | Wolfgang de Beer     |     |     |
| Z              | 16 | Martin Kree          |     |     |
| Z              | 23 | Jörg Sauerland       |     |     |
| M              | 2  | Knut Reinhardt       |     |     |
| A              | 20 | Scott Booth          |     |     |
| A              | 24 | Harry Decheiver      |     | 75' |
| A              | 30 | Jovan Kirovski       |     | 80' |
| Técnico:       |    |                      |     |     |
| Nevio Scala    |    |                      |     |     |

| G                 | 1  | Dida             |         |     |
| LD                | 2  | Vítor            | 15' 66' |     |
| Z                 | 13 | João Carlos      |         |     |
| Z                 | 4  | Gonçalves        |         |     |
| LE                | 6  | Elivélton        |         |     |
| V                 | 5  | Fabinho          |         |     |
| V                 | 8  | Ricardinho       |         |     |
| M                 | 9  | Cleisson         |         |     |
| M                 | 10 | Roberto Palacios |         | 64' |
| A                 | 7  | Bebeto           |         |     |
| A                 | 11 | Donizete         |         |     |
| Substituições:    |    |                  |         |     |
| G                 | 12 | Jean             |         |     |
| LE                | 14 | Nonato           |         |     |
| LD                | 16 | Alberto          |         |     |
| Z                 | 23 | Gelson Baresi    |         |     |
| V                 | 19 | Donizete Amorim  |         |     |
| A                 | 18 | Marcelo Ramos    |         | 64' |
| A                 | 17 | Geovanni         |         |     |
| Técnico:          |    |                  |         |     |
| Nelsinho Baptista |    |                  |         |     |

## Campeão
| Copa Europeia/Sul-Americana de 1997 |
| ----------------------------------- |
| Borussia Dortmund (1º título)       |